# Penelope Horner
Penelope Horner (* 20. Juni 1939 in London) ist eine britische ehemalige Film- und Fernsehschauspielerin.

## Leben
Penelope Horner begann ihre Schauspielkarriere 1956 in der britischen Filmkomödie A Touch of the Sun. Weitere nicht im Abspann aufgeführte Nebenrollen hatte sie zwischen 1957 und 1959 in den Spielfilmen Zustände wie im Paradies, Ein König in New York und Geschichte einer Nonne. 1961 spielte sie die Anne Rider in der englischsprachigen Version des Romans The Daffodil Mystery von Edgar Wallace, die gleichzeitig mit der deutschen Verfilmung Das Geheimnis der gelben Narzissen entstand. Mit Beginn der 1960er-Jahre wirkte sie vermehrt in britischen Fernsehproduktionen mit und trat später in Episoden der auch in Deutschland bekannten Kriminalserien Simon Templar, Mit Schirm, Charme und Melone und Die 2 auf. Zu ihren männlichen Filmpartnern gehörten Eddie Byrne, Michael Denison und Roger Moore. 1973 verkörperte sie die Mina Murray an der Seite von Jack Palance in der Romanadaption Dracula unter der Regie von Dan Curtis. Drei Jahre danach folgte eine kleine Rolle im Serienauftakt zur britisch-deutschen Science-Fiction-Koproduktion Die Mädchen aus dem Weltraum. In den 1980er-Jahren war sie als Sarah Hallam in der zweiten und dritten Staffel der Seifenoper Triangle zu sehen. Nach mehreren Folgen in der Sitcom Hell’s Bells zog sie sich 1986 aus dem Filmgeschäft zurück.

## Filmografie (Auswahl)

### Spielfilme
- 1959: Rhapsodie in Blei (The Treasure of San Teresa)
- 1960: Zorniges Schweigen (The Angry Silence)
- 1961: The Devil’s Daffodil
- 1967: Half a Sixpence
- 1970: The Man Who Had Power Over Women
- 1977: Das siebenköpfige Ungeheuer (Holocaust 2000)
- 1984: California Kids (Escape from El Diablo)

### Fernsehfilme und -serien
- 1961: Alcoa Presents: One Step Beyond – The Face
- 1961: Boyd Q.C. – The Runabout
- 1962: The Edgar Wallace Mystery Theatre – Locker 69
- 1964: Gideon’s Way – The Big Fix
- 1965–1966: Simon Templar (The Saint) (drei Folgen)
- 1969: Mit Schirm, Charme und Melone (The Avengers) – Sag mir, wo die Menschen sind (The Morning After)
- 1971: Die 2 (The Persuaders!) – Ja, wo rennen Sie denn? (Someone Waiting)
- 1972: Jason King – Willkommen auf Capri (A Royal Flush)
- 1973: Dracula
- 1975: Thriller – The Double Kill
- 1976: Die Mädchen aus dem Weltraum (Star Maidens) – Flucht ins Paradies (Escape to Paradise)
- 1982–1983: Triangle (52 Folgen)
- 1986: Hell’s Bells (sechs Folgen)